# Look (revista)
Look foi uma revista de entretenimento norte-americana, publicada em Des Moines, Iowa. Com ênfase em fotografias, a revista manteve-se em circulação de 1937 a 1971. Entre seus feitos, Look vendeu, apenas na primeira edição, cerca de 705 mil unidades nos Estados Unidos, rendendo mais de 1.7 milhões de dólares para o grupo. Além disso, é reconhecida por ter revelado o fotógrafo e diretor Stanley Kubrick.